# Medfield (condado de Norfolk, Massachusetts)
Medfield é um lugar designado pelo censo localizado no condado de Norfolk no estado estadounidense de Massachusetts. No Censo de 2010 tinha uma população de 6.483 habitantes e uma densidade populacional de 497,24 pessoas por km².

## Geografia
Medfield encontra-se localizado nas coordenadas 42° 11′ 13″ N, 71° 18′ 02″ O. Segundo a Departamento do Censo dos Estados Unidos, Medfield tem uma superfície total de 13.04 km², da qual 12.82 km² correspondem a terra firme e (1.71%) 0.22 km² é água.

## Demografia
Segundo o censo de 2010, tinha 6.483 pessoas residindo em Medfield. A densidade populacional era de 497,24 hab./km². Dos 6.483 habitantes, Medfield estava composto pelo 94.4% brancos, o 0.91% eram afroamericanos, o 0.08% eram amerindios, o 3.18% eram asiáticos, o 0% eram insulares do Pacífico, o 0.25% eram de outras raças e o 1.19% pertenciam a duas ou mais raças. Do total da população o 1.54% eram hispanos ou latinos de qualquer raça.